# Sävsjön (Tveta socken, Småland)
Sävsjön är en sjö i Hultsfreds kommun i Småland och ingår i Emåns huvudavrinningsområde. Sjön är 9,5 meter djup, har en yta på 0,159 kvadratkilometer och befinner sig 110,3 meter över havet.

## Delavrinningsområde
Sävsjön ingår i det delavrinningsområde (635257-150582) som SMHI kallar för Ovan 635212-150670. Medelhöjden är 104 meter över havet och ytan är 28,87 kvadratkilometer. Räknas de 227 avrinningsområdena uppströms in blir den ackumulerade arean 3 486,47 kvadratkilometer. Avrinningsområdets utflöde Emån mynnar i havet. Avrinningsområdet består mestadels av skog (50 %) och jordbruk (38 %). Avrinningsområdet har 0,28 kvadratkilometer vattenytor vilket ger det en sjöprocent på 1 %. Bebyggelsen i området täcker en yta av 0,39 kvadratkilometer eller 1 % av avrinningsområdet.